# Regnbågskoalition
En regnbågskoalition är en koalition som består av flera partier med olika partifärger, i regel röda, blåa och gröna. Regnbågskoalitioner i regeringsställning ska inte förväxlas med samlingsregeringar som är något annat. En regnbågskoalition skapas oftast som en reaktion mot ett alltför dominerande parti och samlar partier från vardera änden av "höger-vänster"-skalan. Någon sådan koalition har aldrig förekommit i svensk rikspolitik men däremot i flera kommuner. Efter valet 1998 förlorade Socialdemokraterna makten i bland annat Kalix kommun, Norbergs kommun, Timrå kommun och Fagersta kommun när de övriga partierna bildade regnbågskoalitioner. 
Efter valet 1998 styrdes Värmdö kommun av en regnbågskoalition bestående av Moderaterna, Folkpartiet, Miljöpartiet, Centerpartiet och Kristdemokraterna. 2001 upplöstes denna koalition när Centerpartiet, Kristdemokraterna och Miljöpartiet hoppade av koalitionen och bildade en ny koalition med Socialdemokraterna och Vänsterpartiet. Efter valet 2002 bildades återigen en ny koalition när Vänsterpartiet ställdes utanför den styrande koalitionen bestående av Socialdemokraterna, Kristdemokraterna, Centerpartiet och Miljöpartiet. Efter att ha styrts av en borgerlig allians 2006-2010 bildades återigen en koalition i Värmdö efter valet 2010. Nu bestående av Moderaterna, Miljöpartiet, Folkpartiet och Kristdemokraterna. 
I Finland är regnbågskoalitioner betydligt vanligare och i till exempel regeringen Katainen var när regeringen bildades 2011 samtliga riksdagspartier utom centern och sannfinländarna representerade i regeringen.

## Exempel på texter som använder begreppet
- ”Centerpartist räddar fp och m i Sollentuna”. Dagens Nyheter. 25 april 2003. http://www.dn.se/sthlm/centerpartist-raddar-fp-och-m-i-sollentuna.
- ”Den röda färgen flagnar i norr”. Svenska Dagbladet. 15 juli 2004. http://www.svd.se/opinion/ledarsidan/den-roda-fargen-flagnar-i-norr_154766.svd.